# سنخواست
سَنخواست شهری در بخش جلگه سنخواست شهرستان جاجرم استان خراسان شمالی ایران است.

## مردم
مردم شهر سنخواست تات هستند به زبان تاتی سخن می‌گویند.

## جمعیت
بر پایه سرشماری عمومی نفوس و مسکن در سال ۱۳۹۵ جمعیت این مکان ۲٬۰۷۷ نفر (۶۸۸ خانوار) بوده است.

## آثار تاریخی
محوطه چلو

## آیین‌ها
جشن سده یا جشن سرسره (به گویش محلی: عَلو سِرسِرَه) پنجاه روز مانده به عید نوروز در شهر سنخواست و روستاهای اطراف آن برگزار می‌شود.
این اثر در فهرست میراث معنوی کشور به ثبت ملی رسیده است.